# Trapezoedro
Na geometria, um trapezóedro {\displaystyle n}-gonal (ou simplesmente trapezóedro, também chamado de {\displaystyle n}-antidipirâmide, {\displaystyle n}-antibipirâmide ou {\displaystyle n}-deltoedro) é o poliedro dual de uma antiprisma {\displaystyle n}-gonal uniforme. Suas {\displaystyle 2n} faces são congruentes e dispostas simetricamente em torno de um eixo; essas faces são deltoides (também chamados de "papagaios" ou "trapezoides" em alguns contextos). Com maior simetria, essas faces são deltoides não torcidos; caso contrário, podem ser deltoides torcidos (twisted kites).
O termo "{\displaystyle n}-gonal" refere-se aqui a dois conjuntos de {\displaystyle n} vértices dispostos em torno de um eixo de simetria de ordem {\displaystyle n}, e não às faces do poliedro. O dual, a antiprisma {\displaystyle n}-gonal, possui duas faces {\displaystyle n}-gonais reais.
Um trapezóedro {\displaystyle n}-gonal pode ser dissecado em duas pirâmides {\displaystyle n}-gonais iguais e uma antiprisma {\displaystyle n}-gonal central.

## Terminologia
Os trapezóedros, por vezes chamados de deltoedros, não devem ser confundidos com os deltaedros, cujas faces são triângulos equiláteros.
Na cristalografia, trapezóedros trigonais, tetragonais e hexagonais (com 6, 8 e 12 faces deltoidais congruentes, frequentemente torcidas) são comuns como formas de hábito cristalino de minerais. Esses são chamados simplesmente de "trapezóedros trigonal, tetragonal e hexagonal" e possuem um centro de simetria, mas não planos de simetria ou centros de inversão.

## Propriedades
- Faces: {\displaystyle 2n} deltoides congruentes.
- Arestas: {\displaystyle 4n}.
- Vértices: {\displaystyle 2n+2}, sendo dois ápices no eixo polar e {\displaystyle 2n} vértices basais em dois anéis {\displaystyle n}-gonais regulares. - **Configuração de vértice**: {\displaystyle V3.3.3.n}.
- Simetria: Grupo {\displaystyle D_{nd}} (ordem {\displaystyle 4n}), exceto para {\displaystyle n=3} (cubo, com simetria {\displaystyle O_{d}}, ordem 48). Grupo de rotação {\displaystyle D_{n}} (ordem {\displaystyle 2n}).
- Demais propriedades: Convexo, transitivo nas faces, vértices regulares.[4]

O trapezóedro é definido por uma base em forma de polígono enviesado regular {\displaystyle 2n}-gonal em ziguezague, dois ápices simétricos acima e abaixo da base, e faces quadrilaterais conectando pares de arestas basais adjacentes a cada ápice.

## Exemplos
| Trapezóedro trigonal (se os deltoides forem quadrados, é um cubo) | Trapezóedro tetragonal |
| Trapezóedro pentagonal                                            | Trapezóedro hexagonal  |

### Casos Especiais
- {\displaystyle n=2}: Forma degenerada com 4 faces deltoidais que parecem triângulos, visualmente idêntica a um tetraedro regular. Seu dual é uma antiprisma degenerada, também semelhante ao tetraedro.
- {\displaystyle n=3}: Dual de uma antiprisma triangular, com deltoides que são rombos (ou quadrados), sendo também um zonoedro. Conhecido como romboedro, é um cubo escalado na direção de uma diagonal corporal. Um caso especial com ângulos de 60° e 120° pode ser dissecado em dois tetraedros regulares e um octaedro regular.[2]
- {\displaystyle n=5}: O trapezóedro pentagonal é usado como dado (d10) em jogos de RPG como Dungeons & Dragons, sendo convexo e transitivo nas faces, o que o torna um dado justo.[5]

## Simetria e Variações
- Trapezóedro torcido: Com deltoides torcidos (twisted kites), a simetria reduz de {\displaystyle D_{nd}} (ordem {\displaystyle 4n}) para {\displaystyle D_{n}} (ordem {\displaystyle 2n}). No limite, pode degenerar em uma bipirâmide {\displaystyle n}-gonal.
- Trapezóedro desigual: Se os deltoides em torno dos ápices têm formas diferentes, a simetria é {\displaystyle C_{nv}} (ordem {\displaystyle 2n}).
- Trapezóedro torcido desigual: Com deltoides torcidos e diferentes, a simetria é {\displaystyle C_{n}} (ordem {\displaystyle n}).

## Trapezóedro Estelar
Um trapezóedro estelar {\displaystyle p/q} é definido por uma base em forma de polígono estelar enviesado regular {\displaystyle 2p/q}-gonal (onde {\displaystyle 2\leq q<p}), com {\displaystyle 2p} faces deltoidais congruentes. É uma forma não convexa e autointerseccional. Exemplos incluem trapezóedros 5/2, 7/3, etc., com diagramas de Coxeter-Dynkin correspondentes.

## Aplicações
Trapezóedros são relevantes em cristalografia (e.g., formas cristalinas trigonais e hexagonais) e em jogos, como o d10 pentagonal. Arranjos atômicos em cristais podem repetir-se em células trapezóedricas.

## Ver Também
- Antiprisma
- Dodecaedro rômbico
- Triacontaedro rômbico
- Bipirâmide
- Trapezóedro truncado

## Ligações Externas
- Weisstein, Eric W. «Trapezohedron». MathWorld (em inglês)
- Modelo de papel do trapezóedro tetragonal